# Антоніо Гусман Нуньєс
Антоніо Гусман Нуньєс (ісп. Antonio Guzmán, нар. 2 грудня 1953, Торрехон-де-Ардос) — іспанський футболіст, що грав на позиції півзахисника.
Виступав, зокрема, за клуби «Райо Вальєкано» та «Атлетіко», а також національну збірну Іспанії.

## Клубна кар'єра
У дорослому футболі дебютував 1973 року виступами за команду «Райо Вальєкано», в якій провів два сезони, взявши участь у 19 матчах Сегунди, після чого для отримання ігрової практики був відданий в оренду в клуб третього дивізіону «Талавера», де провів сезон 1975/76. Повернувшись в «Райо» Антоніо став основним гравцем і допоміг команді 1977 року вийти до Прімери.
Своєю грою за там привернув увагу представників тренерського штабу клубу «Атлетіко», до складу якого приєднався 1978 року. Відіграв за мадридський клуб наступні два сезони своєї ігрової кар'єри, після чого сезон 1980/81 провів виступаючи за «Альмерію» і він став останнім для гравця у вищому дивізіоні країни.
Надалі він недовго пограв за рідне «Райо Вальєкано» у Сегунді, а завершив ігрову кар'єру у команді «Алькала», за яку виступав до 1988 року у третьому та четвертому дивізіонах країни.

## Виступи за збірну
24 травня 1978 року дебютував в офіційних матчах у складі національної збірної Іспанії в товариському матчі проти Уругваю (0:0), а вже за кілька днів відправився з командою на чемпіонат світу 1978 року в Аргентині. Там Гусман зіграв лише один раз, вийшовши на заміну і грі проти Бразилії (0:0), а його команда не подолала груповий етап. Після «мундіалю» за збірну більше не грав.